# Festival de télévision de Monte-Carlo 2017
Le 57e édition du Festival de Télévision de Monte-Carlo s'est déroulé du 16 au 20 juin 2017.

## Nommés aux Nymphes d'or[1]

### Programmes long fiction
- 11.22.63  États-Unis
- La Xirgu  Espagne
- Mitten In Deutschland: NSU  Allemagne
- National Treasure  Royaume-Uni
- Ne m'abandonne pas  France
- Um Contra Todos  Brésil

### Séries TV-comédie
- Fleabag  Royaume-Uni
- Here Come The Habibs  Australie
- Lebowitz contre Lebowitz  France
- No Tomorrow  États-Unis
- Superstore  États-Unis
- Toon  Pays-Bas

### Séries TV-dramatique
- Billions  États-Unis
- La Trêve  Belgique
- Midnattssol  Suède
- Nobel  Norvège
- The Young Pope  Italie,  France,  Espagne,  États-Unis
- Victoria  Royaume-Uni

### Documentaires
- Dugma - The Button  Norvège
- Saudi Arabia Uncovered  Royaume-Uni
- Snyd Eller Borrelia  Danemark
- The Great Amazon: The Last “Isolados” Unknown People Of The Amazon  Japon
- Schoene Neue Welt - Wie Silicon Valley Unsere Zukunft Bestimmt  Allemagne

### Reportages en direct
- Battle For Mosul  États-Unis
- First Hand Broadcast Of Audio Conversations Between President Dilma Rousseff And Lula  Brésil
- Duma Elections  Russie

### Reportages du journal télévisé
- Battle For Mosul  Royaume-Uni
- Mong Kok Riot: Hong Kong’s First Night In The Year Of Monkey  Hong Kong
- Mossoul : Fuir à tout prix  France
- Peyvand-E Ghalb | Heart Transplant  Iran

### Prix spécial du prince Rainier III
- Midway: A Plastic Island  États-Unis
- Vamizi - Cradle Of Coral  Suède

### Prix de l'audience TV internationale

#### Série TV dramatique
- Esprits criminels  États-Unis
- X-Files : Aux frontières du réel  États-Unis
- NCIS : Enquêtes spéciales  États-Unis

#### Série TV comédie
- The Big Bang Theory  États-Unis
- Svaty  Ukraine
- Modern Family  États-Unis

#### Telenovela - Soap Opera
- The Bold And The Beautiful  États-Unis
- Beni Affet  Turquie
- Peri Aashiqui Tum Se Hi / I Love Only You  Inde

## Palmarès[2],[3]

### Programme long fiction
- Meilleur programme long de fiction : Ne m'abandonne Pas  France
- Meilleure actrice : Anna Maria Mühe dans Mitten In Deutschland: NSU  Allemagne
- Meilleur acteur : Robbie Coltrane dans National Treasure  Royaume-Uni

### Actualités
- Meilleur documentaire : Dugma - The Button  Norvège
- Prix du jury : Saudi Arabia Uncovered  Royaume-Uni
- Meilleur reportage en direct : First Hand Broadcast Of Audio Conversations Between President Dilma Rousseff And Lula  Brésil
- Meilleur reportage du journal télévisé : Mossoul : Fuir À Tout Prix  France

### Séries TV
- Meilleure série télévisée - comédie : Fleabag  Royaume-Uni
- Meilleure actrice : Phoebe Waller-Bridge dans Fleabag  Royaume-Uni
- Meilleur Acteur : Michel Jonasz dans Lebowitz contre Lebowitz  France
- Meilleure série télévisée - dramatique : Victoria  Royaume-Uni
- Meilleure actrice : Jenna Coleman dans Victoria  Royaume-Uni
- Meilleur acteur : Aksel Hennie dans Nobel  Norvège

### Prix de l'audience TV internationale
- Meilleure Série télévisée – Dramatique : NCIS : Enquêtes spéciales  États-Unis
- Meilleure Série télévisée – Comédie : The Big Bang Theory  États-Unis
- Meilleure Télénovela / Soap Opera : The Bold and the Beautiful  États-Unis

### Prix spéciaux
- Prix spécial du prince Rainier III : Midway: A Plastic Island  États-Unis
- Prix de la Croix-Rouge monégasque : Ein Teil Von Uns / Part Of Us  Allemagne
- Prix AMADE : Reel Time: Isinulat Sa Tubig / Reel Time: Forgotten Children Of The Waves  Philippines
- Prix SIGNIS : Ein Teil Von Uns / Part Of Us  Allemagne
- Prix CICR pour la presse : Les migrants ne savent pas nager  France